# Don Carlos (zanger)

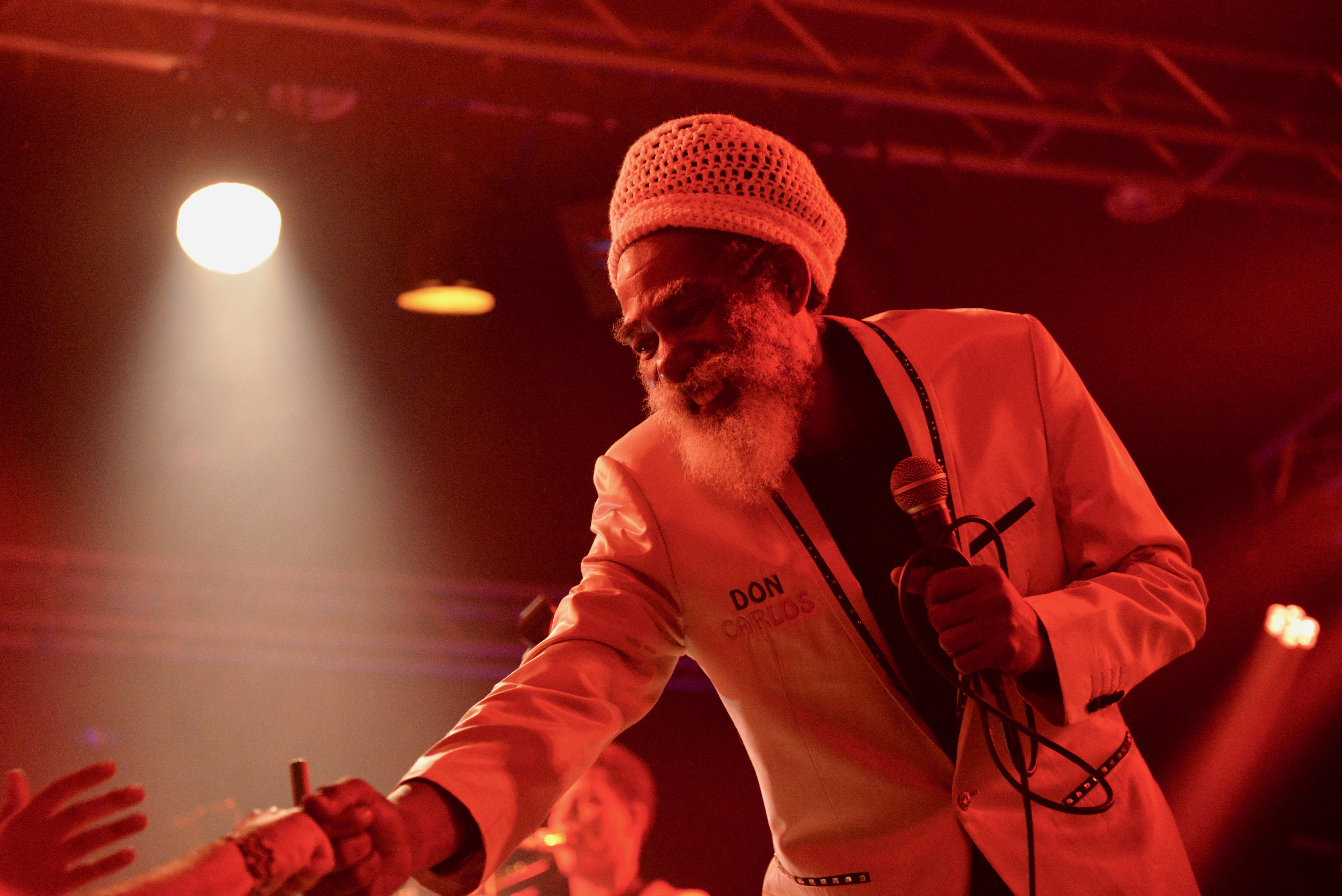
Don Carlos tijdens een concert in Antwerpen op 15 juni 2018.

Don Carlos is het pseudoniem van de Jamaicaanse reggaezanger en -componist Ervin Spencer (Kingston, 29 juni 1952).
Spencer begon zijn zangcarrière in 1973 als een van de originele leden van de roots-reggaegroep Black Uhuru. Hij bracht zijn eerste soloalbum uit in 1981 en zijn elfde in 2010. Daarnaast maakte hij nog zes albums met Gold. In 1990 keerde hij terug bij Black Uhuru voor een album.